# Кіра Радинська
Кіра Радинська (івр. קירה רדינסקי, нар. в Україні 28 липня 1986 року) — ізраїльська інформатикиня, винахідниця і підприємиця українського походження, яка спеціалізується на інтелектуальному аналізі даних.
Отримала визнання після відбору MIT Technology Review до списку «35 інноваторів до 35 років». Її робота була описана в популярній пресі як передбачення першого за 130 років спалаху холери на Кубі, заснованого на закономірності, знайденій шляхом аналізу даних з різних джерел за 150 років: у бідних країнах через рік після посухи часто трапляються повені, а потім відбувається спалах холери.
— Кіра Радинська, 2019.
Під час роботи над докторською дисертацією вона співзаснувала компанію SalesPredict, засновану на відомих ідеях, але з іншими алгоритмічними реалізаціями (інтелектуальна власність її роботи належить Техніон). У 2016 році компанія eBay придбала SalesPredict. Після придбання Кіра Радинська працювала головною науковою співробітницею і директоркою відділу обробки даних протягом 2016—2019 років.
З кінця 2021 року Радинська також є головною виконавчою директоркою компанії Diagnostic Robotics (Тель-Авів), співзасновницею якої вона стала в 2017 році. Вона також є запрошеною професоркою Техніону, де викладала застосування інтелектуального аналізу даних у медицині. Вона є співавторкою понад 10 патентів і понад 40 рецензованих статей.

## Нагороди та визнання
- У 2016 році журнал Lady Globes вибрав її «Жінкою року».[8]
- 2015 Включена до списку молодих інноваторів і підприємців Forbes «30 under 30»[9]
- 2013: включена до списку «35 інноваторів до 35» журналу MIT Technology Review[1]